# Proboštov
Proboštov – gmina w Czechach, w powiecie Cieplice, w kraju usteckim.
1 stycznia 2013 liczyła 2599 mieszkańców.
W miejscowości jest przystanek kolejowy Proboštov.